# Daikengo
Uchu Mazin Daikengo (яп. 白蛇伝 Утю Мадзин Дайкэнго) — японский меха аниме-сериал, выпущенный студией Toei Animation. Транслировался по телеканалу TV Asahi с 27 июля 1978 года по 15 февраля 1979 года. Всего выпущено 26 серий аниме. Сериал также транслировался на территории Испании и Италии в разные годы.

## Сюжет
Действие происходит на планете Империус, которую атакуют войска планеты Магеллан. Империя собирает войско во главе с наследным принцем на соседнею планету, однако принца убивает  Роболеон, генерал магелланской армии. Отчаянный правитель Империауса решает использовать демона-бога Дайкэнко (меха-робота), который пробуждается каждые 950 лет во время прохождения кометы Гардиан рядом с планетой Империус. У императора есть ещё 2 младших наследника: Юга и Ругер, и император возлагает на младшего сына — Югу ответственность управлять Дайкэнго, а старшего — Ругера избирает наследником престола. Ругер, видя, как запуган и недоволен своей судьбой младший брат, решает возложить на себя ответственность пилотирования Дайкэнго и находит себе новых попутчиков: дочку премьер-министра по имени Клео и робота по имени Отокэ Аникэ. Вместе им предстоит сражаться против армии Магеллана.

## Список персонажей
- Ругер (яп. ライガー Райга:) — 17-летний наследный принц Империуса. Преисполнен храбрости и чувством чести. Владеет мечом. Берёт на себя ответственность за управление Дайкэнго.
- Клео (яп. クレオ Курэо) — 16-летняя дочь премьер-министра Империуса. Владеет боевыми искусствами и всегда сопровождает Ругера в борьбе против магелланцев.
- Император Эмпель — 50-летний император. Всегда спокоен и рационален. Верит в Ругера, что он сможет уничтожить врага.
- Королева Эльза — 42-летняя королева, жена Эмпеля и мать Ругера, Юги и Самсона. Очень миролюбивая.
- Самсон — 20-летний наследный принц, был главным кандидатом на престол, однако оказывается смертельно раненым и чтобы спасти его, превратили частично в киборга.
- Юга — младший 15-летний сын императора. В отличие он Ругера и Самсона миролюбивый и тихий парень, изначально должен был управлять Дайкэнго, но у него не хватило на это храбрости и в результате его заменяет Ругер.
- Дуллес — 45-летний отец Клео, министр и начальник военных дел.
- Роболеон (яп. ロボレオン Роборэон) — злой генерал, который во главе со своей армией роботов постоянно сражается против Дайкэндо.
- Леди Баракросс (яп. バラクロス Баракуросу) — таинственная женщина, которая время от времени помогает Ругеру, позже выясняется, что она киборг.